# Spigelia catarinensis
Spigelia catarinensis là một loài thực vật có hoa trong họ Mã tiền. Loài này được Guimaraes & Fontella miêu tả khoa học đầu tiên năm 1969.